# Йорк (броненосен крайцер, 1904)
Йорк (на немски: SMS Yorck) e броненосен крайцер на Германския императорски военноморски флот от времето на Първата световна война. Главен кораб на едноименния тип крайцери. Корабът е кръстен в чест на Йохан Давид Лудвиг Йорк фон Вартенбург (1759 – 1830) – пруски генерал-фелдмаршал. Крайцерът е заложен през 1903 г. в корабостроителницата на „Блом унд Фос“ в град Хамбург, строителството му завършва през ноември 1905 г. и струва на хазната 16 241 хил. марки. Теглото на крайцера съставлява 9875 тона. Корабът е въоръжен с главна батарея от четири оръдия калибър 21 см (8,3 дюйма). Максималната скорост на крайцера съставлява 20, 4 възела (37,8 км/ч).
Корабът не служи дълго. Първите седем години крайцерът служи в състава на флота, след което е снет от служба и изпратен в резерва. С началото на Първата световна война крайцерът е реактивиран и се връща на служба. При връщането си от обстрела на Ярмът, на 3 – 4 ноември 1914 г., екипажът греши в навигацията, поради гъста мъгла, крайцерът налита на германско защитно минно поле и бързо потъва, погубвайки много от членовете на екипажа. Историците по различен начин оценяват броя на жертвите. Командирът на „Йорк“ е изправен пред военен трибунал и е осъден за неподчинение на заповед и непредумишлено убийство. Останките на „Йорк“ са постепенно разкомплектовани за метал, работите за това се провеждат през 1929 – 30, 1965 година и завършват през 1985 година.

## Конструкция
„Йорк“ е заложен под временното име „Ерзац Дойчланд“ и построен в корабостроителницата на „Блом унд Фос“ в гр. Хамбург под заводския номер 167. Килът на крайцера е заложен през 1902 г., корпусът е спуснат на вода на 14 май 1904 г. Работите по дострояването му отнемат дълго време и са завършени на 21 ноември 1905 г., в същия ден корабът влиза в състава на германския имперски флот. Строителството му струва на имперското правителство 16 241 000 златни марки.
„Йорк“ тежи 9087 тона при построяването и 9875 тона при пълно бойно натоварване, дължината на крайцера съставлява 126,5 м, ширината е 19,6 м, газенето: 7,43 м. Двигателната установка на кораба се състои от три вертикални парни машини с тройно разширение, развиващи 17 272 к.с. номинална мощност (12 880 кВт), крайцерът развива максималната скорост от 20,4 възела (37,8 км/ч). Корабът носи 1630 тона въглища, което осигурява далечина на плаване от 5080 морски мили (9410 км) на крайцерска скорост от 12 възела (22 км/ч).
Корабът е въоръжен с четири оръдия SK L/40 калибър 21 см (8,3 дюйма) в две сдвоени оръдейни кули, разположени на противоположните краища на надстройките. Вторичното въоръжение се състои от десет оръдия SK L/40 калибър 15 см, четиринадесет оръдия SK L/30 калибър 8,8 см и четири торпедни апарата с калибър 45 см, поставени в корпуса под водолинията, един на носа, друг на кърмата и по един на всеки от бордовете.

## История на службата
Крайцерът е заложен на 14 май 1904 г. и влиза в състава на флота на 21 ноември 1905 г. На церемонията по въвеждане в строй фелдмаршал Вилхелм фон Ханке произнася речта: „…старата мъдрост si vis pacem, para bellum, ако искаш мир – готви се за война…нека машините и оръдията на „Йорк“ да се управляват само от хора с железни сърца и желязна воля, хора, които не знаят друг път, освен да подлагат своя живот на риск, сражавайки се за могъществото, величието и честта на немския народ.“ След влизането си в строй „Йорк“ служи в крайцерската ескадра на флота. В периода 1908 – 1909 г. бъдещият гросадмирал Ерих Редер служи на крайцера като щурман. От 1 октомври 1911 г. до 26 януари 1912 г. капитан на кораба е Франц фон Хипер, бъдещият главнокомандващ на германския флот.
В началото на март 1913 г. флотът провежда маневри при остров Хелголанд в Северно море. Сутринта на 4 март миноносецът S178 изкача от строя при вълнение на морето и се опитва да се промъкне пред „Йорк“. Обаче е повдигнат от висока вълна и той е хвърлен пред крайцера, който буквално го разрязва наполовина. Едва 13 човека от целия екипаж 83 души на миноносеца са спасени от бурното море. През май 1913 г. „Йорк“ излиза от състава на флота и е преместен в резерва, по-голямата част от неговия екипаж преминава на наскоро построеният линеен крайцер „SMS Seydlitz“ (Зейдлиц). Заместникът на командващия ескадрата на линейните крайцери, фон Хипер, заявява: „Към „Зейдлиц“ премина отличнят дух и високият морал от стария екипаж на „Йорк““. На 12 август 1914 г. „Йорк“ отново влиза в състава на флота и е разпределен в трета разузнавателна група.
На 3 ноември „Йорк“ участва в първата настъпателна операция проведена в хода на войната от германския флот. Крайцерът влиза в състава на първа разведгрупа, състояща се от линейните крайцери „Зейдлиц“, „SMS Moltke“ (Молтке) и „SMS Von der Tann“ (Фон дер Тан) и големият броненосен крайцер „SMS Blücher“ (Блюхер). Първа разведгрупа, под командването на контраадмирал Хипер, получава заповед да обстреля гр. Ярмът на крайбрежието на Англия. Четирите големи крайцера обстрелват пристанището, но нанасят само неголеми поражения, минните заградители поставят минни полета при брега, на които се натъква и потъва британската подводница D5. Връщайки се към Хелголандския залив, на същия ден, силите на Хипер попават в плътна мъгла, поради която корабите не успяват да влязат във Вилхелмсхафен. Вместо това те пускат котва на рейда Шилинг. Сутринта на 4-ти ноември „Йорк“ се опитва да влезе във Вилхелмсхафен, но неговият екипаж допуска грешка в навигацията и отвежда кораба към германско отбранително минно поле. Корабът се натъква на две мини, преобръща се и потъва, отнасяйки със себе си много животи.
Точният брой на загиналите си остава предмет на спорове. В. Е. Тарант в труда си Jutland: The German Perspective заявява, че са спасени 127 човека от екипажа общо от 629 души Ерих Грьонер в труда си German Warships 1815 – 1945 оценява броя на жертвите като 336 Даниел Батлер в труда си „Distant Victory“ отбелязва, че при крушението [на крайцера] загиват около 235души. Norddeutsche Volksblatt заявява за „загубата на над 300 души“, към времето на провеждането на военния трибунал относно делото за потъването, този доклад обикаля целия свят|group=Note}}.
Командирът на „Йорк“, капитан Пипер, се оказва в числото на спасените. През декември 1914 г. той е изправен пред военен трибунал и е осъден на две години затвор за небрежност, неподчинение на заповедите и убийство по непредпазливост. Останките на кораба са частично разкомплектовани за метал в периода 1929 – 30 г., през 1965 г. са проведени по-мащабни работи, макар корабът да не е напълно разглобен (това се случва през 1982 г.).